# 該隱情結
所謂的該隱情結（Cain Complex），指的是榮格所提出的一種精神分析學概念。

## 概述
根據榮格所述，兄弟關係者在受到父母差別待遇的情況下，其為此感到痛苦的體驗，也會投射到兄弟以外的關係中。擁有此種情結者，會對受到父母較多關注疼愛的兄弟，以及身邊其他同世代的人抱持著憎恨。榮格以舊約聖經《創世紀》偽典《禧年書》中的神話故事將其稱為「該隱情結」。
一般多用來指稱兄弟間對抗意識，以及兄弟或姊妹間抱持的競爭心與忌妒心。
根據舊約聖經中『創世紀』偽典『禧年書』中的神話，農夫的哥哥該隱和牧羊的弟弟亞伯一起向上帝獻祭。

『亞伯也將他羊群中頭生的和羊的脂油獻上。耶和華看中了亞伯和他的供物，只是看不中該隱和他的供物。該隱就大大的發怒，變了臉色。』（創世記第4章4-5節）

於是，該隱在盛怒之下殺害了弟弟亞伯。